# Carrer de la Cellera (Flaçà)
El Carrer de la Cellera és una via pública de Flaçà (Gironès) inclosa a l'Inventari del Patrimoni Arquitectònic de Catalunya.

## Descripció
És un carrer de formació medieval, amb edificis residencials de dues plantes, amb façanes portants de pedra de riu actualment sense arrebossar i finestres emmarcades per carreus de pedra. Una bona part del carrer està ocupat per la façana nord de la casa Balle, amb una volta que dona accés a l'interior i una finestra am,b carreus de pedra emmotllurats, llinda d'una sola peça de pedra, guardapols i ampit amb trencaaigües emmotllurat.
També hi ha un pont amb arc rebaixat que comunicava la casa Balle amb can Llandrich. Al número 17 arran d'una excavació arqueològica el juliol 2009 s'ha documentat un mur amb tres espitlleres, possiblement restes de la muralla medieval que encerclava el poble.

## Història
El nom d'aquest carrer recorda l'existència d'un espai, que podria haver estat construït o no, on es guardaven delmes que es pagaven a l'Església. Algunes de les edificacions més antigues són del segle xvi. El carrer té una forma irregular que travessa quasi tot el nucli.
Al número 17 arran d'una excavació arqueològica el juliol 2009 s'ha documentat un mur amb tres espitlleres, possiblement restes de la muralla medieval que encerclava el poble.